# Plebejus albomarginata
Plebejus albomarginata är en fjärilsart som beskrevs av Ebert 1911. Plebejus albomarginata ingår i släktet Plebejus och familjen juvelvingar. Inga underarter finns listade i Catalogue of Life.